# Cuba ai Giochi della XVIII Olimpiade
Cuba partecipò ai Giochi della XVIII Olimpiade, svoltisi a Tokyo dal 10 al 24 ottobre 1964, con una delegazione di 27 atleti impegnati in 6 discipline per un totale di 24 competizioni.  Il portabandiera alla cerimonia di apertura fu Ernesto Varona, che gareggiò nel sollevamento pesi.
Il bottino della squadra, alla sua nona partecipazione di Giochi, fu di una medaglia d'argento conquistata da Enrique Figuerola nei 100 metri.

## Medaglie
| Medaglia | Atleta            | Sport            | Evento                   |
| -------- | ----------------- | ---------------- | ------------------------ |
| Argento  | Enrique Figuerola | Atletica leggera | 100 metri piani maschili |